# Trichomoplata dimorpha
Trichomoplata dimorpha är en fjärilsart som beskrevs av Rothschild 1917. Trichomoplata dimorpha ingår i släktet Trichomoplata och familjen tandspinnare. Inga underarter finns listade i Catalogue of Life.